# Lista de membros da Royal Society eleitos em 1906
Esta é uma lista de Membros da Royal Society eleitops em 1906.

## Fellows
1. Sir George Thomas Beilby (1850 -1924)
2. Charles William Andrews (1866 -1924)
3. Edward Cecil Guinness (1847 -1927)
4. Richard Burdon Haldane (1856 -1928)
5. Walter Heape (1855 -1929)
6. Thomas John I'Anson Bromwich (1875 -1929)
7. Archibald Macallum (1858 -1934)
8. James Ernest Marsh (1860 -1938)
9. Artur, Duque de Connaught e Strathearn (1850 -1942)
10. Sir Henry George Lyons (1864 -1944)
11. Sir Peter Chalmers Mitchell (1864 -1945)
12. Sir James Hopwood Jeans (1877 -1946)
13. Sir Amroth Wright (1861 -1947)
14. Frederick Frost Blackman (1866 -1947)
15. Philip Herbert Cowell (1870 -1949)
16. Charles Herbert Lees (1864 -1952)
17. Sir James Swinburne (1858 -1958)
18. Harold Albert Wilson (1874 -1964)